# Saitō Mokichi Kinenkan
Die Saitō Mokichi Kinenkan (japanisch 公益財団法人 斎藤茂吉記念館 Kōekizaidan hōjin Saitō Mokichi Kinenkan, Kyujitai: auch in der Schreibung 齋藤茂吉記念館, engl. Saitō Mokichi Memorial Museum) wurde zu Ehren des japanischen Psychiaters und Schriftstellers Saitō Mokichi (1882–1952) in dessen Geburtsstadt Kaminoyama (früher: 金瓶村 Kanakame-mura) in der Präfektur Yamagata erbaut. Das Museum sammelt und bewahrt Materialien, um Saitōs Leistungen und sein Leben zu illustrieren und zu würdigen. Dazu stellt es Werke, insbesondere Tanka aus und zeigt eine Nachbildung von Saitōs Wohnraum und das Studierzimmer. Die Ausstellung im Erdgeschoss ist thematisch geordnet. Die Themenkreise sind:
1. Saitōs Leben
2. Saitōs Haltung als Dichter
3. Der Psychiater Saitō
4. Handschriften und Kalligraphien
5. Saitō und seine Heimat Yamagata / Kaminoyama
6. Saitōs Leistungen
7. Personen, mit denen er Umgang pflegte
8. Werke Saitōs[2]

In der ersten Etage besitzt das Museum einen Vortrags- und Vorführungsraum. Hier ist auch ein Gedenkzimmer für Saitōs Neffen eingerichtet. Das Museum besitzt eine Webseite, die eine Fülle von Informationen zum Leben und zum Werk Saitōs präsentiert.

## Übersicht
Das Museum besitzt eine Ausstellungsfläche von 1394 m². Der Plan zum Gedenken an Saitō ein Museum zu bauen wurde 1965 zum 12. Todesjahr Saitōs bekannt gegeben. Die Grundsteinlegung erfolgt im Jahr darauf. Das Museum wurde von dem Architekten Taniguchi Yoshirō (1904–1979), der von dem Kunstkritiker Imaizumi Otsuo (1902–1984) empfohlen worden war, geplant und 1968 mit der Bezeichnung „Mokichi Saito-Gedenkstätte der Stadt Kaminoyama“ (上山市立斎藤茂吉記念館) eröffnet. Zu Beginn wurde das Museum von der Stadtverwaltung geleitet. Die Leitung ging 1983 dann auf eine rechtsfähige Stiftung über. 1985 wurde das Museum entsprechend dem Museumsgesetz offiziell registriert. Zur Eröffnung unterstützte der Vorsitzende des Exekutivausschusses für das Bauvorhaben Ōkubo Denzō (1901–1986), Ehrenbürger und ehemaliger Bürgermeister der Stadt, das Museum mit seiner Privatsammlung. Weitere Ausstellungsstücke spendete Saitōs Familie. Der Künstler und Kalligraph Yasuda Yukihiko entwarf eine Gedenktafel am Museum.
1989 erhielt die Stiftung eine Spende aus dem Erbe von Saitōs Neffen Moriya Seijirō (守谷誠二郎, 1908–1985) in Höhe von ca. 10 Millionen Euro. In der Folge führte der Sohn des ursprünglichen Architekten Yoshio Taniguchi Anbau- und Reparaturmaßnahmen am Museum durch und vollendete so die Pläne seines Vaters und den Bau des Museums. Unter anderem wurde der Ausstellungsraum im Erdgeschoss vergrößert. 2003 wurde anlässlich des 50. Todestags Saitōs die Ausstattung erneuert und eine EDV-Einrichtung angeschafft. Zuletzt wurde das Museum 2018 anlässlich des 50. Jahrestages der Eröffnung renoviert. Es wurde ein neuer Ausstellungsbereich geschaffen, der Werke Saitōs zur Zeit seiner Rückkehr zeigt. Außerdem wurde ein Fahrstuhl eingebaut und das Museum barrierefrei gemacht.
In der Nähe von Saitōs eigentlichem Geburtshaus, das etwas südlich vom Museum liegt, befindet sich der Miyuki-Park, in dem er sich oft von der Arbeit die Beine vertrat. Außerdem wurden das Studierzimmer Saitōs aus seinem Sommerhaus in Hakone und Gedenkstelen für ihn und die beiden Dichter Itō Sachio und Shimaki Akahiko (島木 赤彦, 1876–1926) in das Museum transportiert. Das Studierzimmer wurde im Museum wieder aufgebaut, die Stelen stehen im Außenbereich. Der Park wurde vom Meiji-tennō (Mutsuhito) anlässlich einer Rundreise besucht.